# Urmuseum, Dresden
|  | Denne artikel er oprettet af botten PalnaBot ud fra en ekstern database. Den kan derfor have sproglige fejl eller mangler. Denne skabelon kan fjernes efter kontrol af indholdet. |

Urmuseum, Dresden er en film instrueret af Allan de Waal efter manuskript af Allan de Waal.

## Handling
Mathematisch-Physikalischer Salon, Zwinger, Dresden. Samlingen rummer ure og tidsmaskiner tilbage fra 1600-tallet. Videonotatet betragter ure som tidsmaskiner, museer som tidsdepoter, film som tids-rum og byen uden om museet som resultat af tidens gang.